# Miguel Remón Salvador
Miguel Remón Salvador O.F.M.Conv. (Caudé, 17 de septiembre de 1907-Samalús, 3 de agosto de 1936) fue un religioso español, hermano de la Orden de Frailes Menores Conventuales, víctima de la persecución anticatólica de la guerra civil española, venerado como mártir y beato por la Iglesia católica.

## Biografía
Fue bautizado con el nombre de Eugenio. Tras ser nombrado en 1927, ingresó en la Orden Franciscana de Granollers y trabajó allí, entre otras cosas, como cocinero y capellán del seminario. El padre Alfonso López López fue su maestro en el noviciado. Hizo votos temporales el 11 de noviembre de 1928, tomando el nombre religioso de Miguel, votos perpetuos el 14 de julio de 1933 como hermano laico en Loreto. Durante dos años se desempeñó en el Santuario de la Santa Casa en Loreto. En 1934 regresó al convento de Granollers y allí cumplió con diligencia, amabilidad y serenidad sus funciones.
Cuando, tras el estallido de la guerra civil en España, comenzó la persecución de los católicos y el 20 de julio de 1936, combatientes de la Federación Anarquista Ibérica incendiaron el monasterio de Granollers. Estaba escondido con el padre Alfonso López López y fue arrestado con él. La prueba de su profunda fe fue el rechazo de la apostasía a costa de su vida. Miguel Remón Salvador recibió un disparo la noche del 3 de agosto en Samalús.
Fue beatificado en el grupo de José Aparicio Sanz y 232 compañeros, el primero en ser elevado a los altares de la Iglesia católica en el tercer milenio por el papa Juan Pablo II en el Vaticano el 11 de marzo de 2001.
El memorial litúrgico lo celebran los católicos el 3 de agosto y el grupo de mártires el 22 de septiembre.